# Dopo la catastrofe
Dopo la catastrofe (Die Wolke) è un romanzo della scrittrice tedesca Gudrun Pausewang, pubblicato nel 1988.

## Trama
La vita della quattordicenne Janna-Berta viene travolta da un incidente nucleare.
L'allarme viene dato mentre lei si trova a scuola e subito viene fatta evacuare. Si ritrova a fuggire con il fratellino Uli, abbandonando e perdendo tutto quello che rappresentava la sua vita.
Gli effetti del disastro nucleare minano ben presto il suo giovane corpo e le portano via tutti gli affetti, lasciandola sola a combattere contro la tristezza e la vita.